# 하태환
하태환(河泰煥, 1913년 1월 17일 ~ 1991년 8월 13일)은 대한민국의 정치인이다. 제3·4대 국회의원을 지냈다.

## 학력
- 일본 리쓰메이칸 대학교(입명관 대학교) 법문학부 학사 졸업

## 주요 경력
- 포항여자중학교 교사
- 동지상업중고등학교 교장
- 동해시보사 창립 사장
- 경상남도 교육위원회 부위원장
- 경상북도 포항교육회 회장
- 자유당포항시당위원장
- 자유당중앙위원
- 한사대학교 사회사업학과 전임교수
- 계명대학교 사회사업학과 초빙교수
- 청구대학교 사회사업학과 전임강사
- 마산대학교 행정학과 전임강사

## 역대 선거 결과
|  | 45.03% |

|  | 60.96% |

|  | 33.95% |

|  | 36.18% |